# Fermoy
Fermoy (Irsk: Mainistir Fhear Maigh) er en irsk by i County Cork i provinsen Munster, i den sydlige del af Republikken Irland med en befolkning (inkl. opland) på 5.873 indb i 2006 (4.804 i 2002) 